# Pin Grid Array

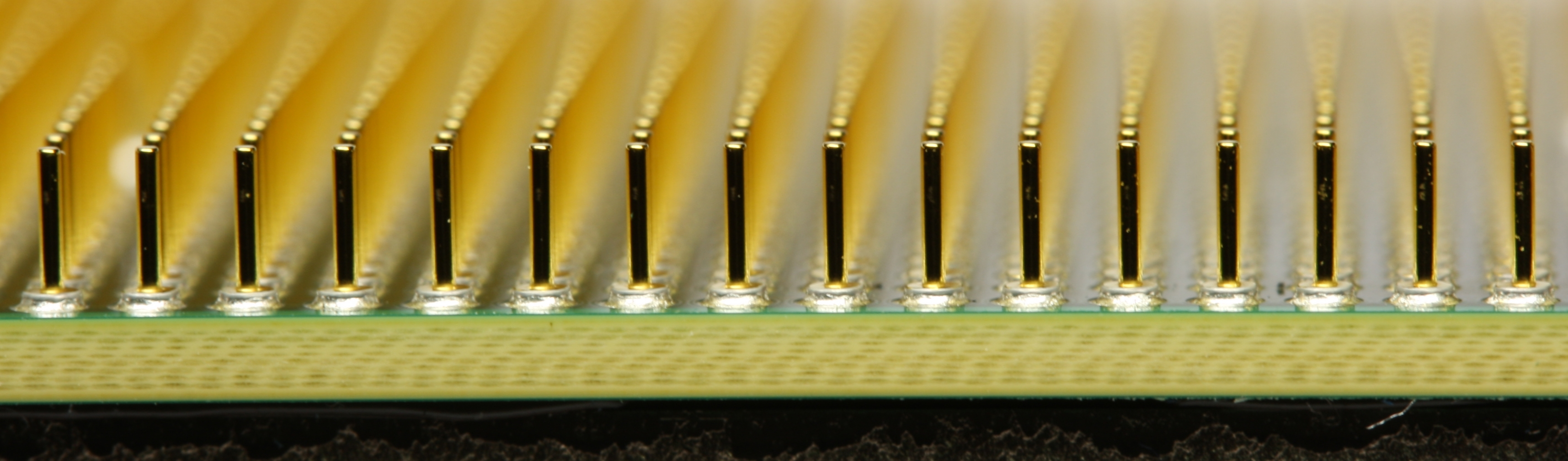
Großaufnahme der Pins eines Pin Grid Arrays

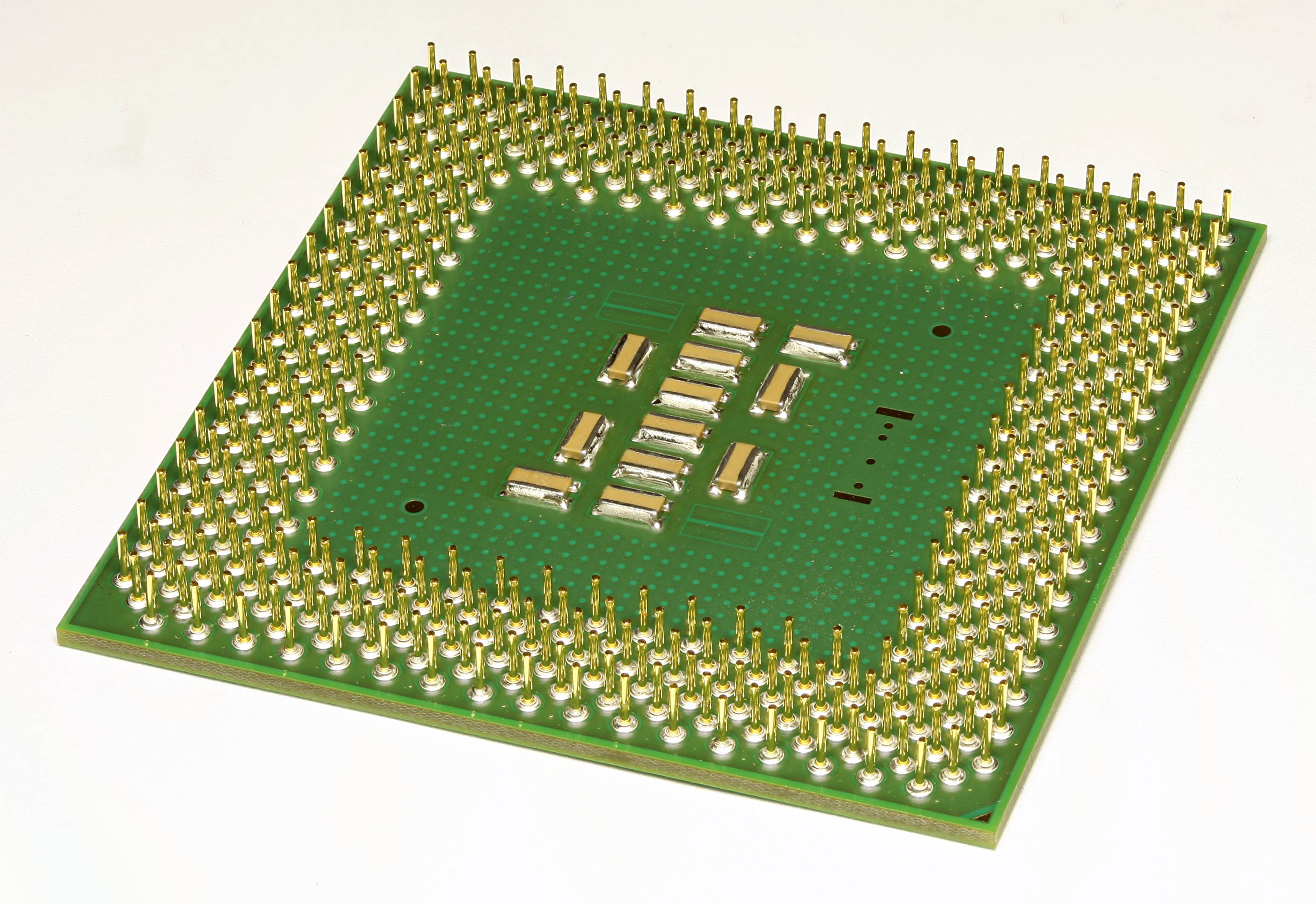
Pin Grid Array von unten

Ein Pin Grid Array (PGA, engl. Kontaktstift-Rasterfeld) ist ein Gehäusetyp für integrierte Schaltkreise, der vor allem bei Prozessoren verwendet wird.
Der Schaltkreis in Form eines Siliziumchips (Die) ist auf einem keramischen (CPGA), organischen (OPGA) oder kunststoffbasierten Träger (PPGA) befestigt, der auf einer Seite mit einer Anzahl von Kontaktstiften (Pins) versehen ist, über welche die Daten-, Steuer- und Versorgungsleitungen des Schaltkreises nach außen geführt sind.
Diese Kontakte können entweder direkt in eine Leiterplatte eingelötet werden oder mittels eines Sockels, z. B. eines ZIF-Sockels eingebaut werden.

## Verwandte Bauformen
- Ball Grid Array
- Ceramic Column Grid Array
- Land Grid Array